# Banyoles
Banyoles este un oraș în Spania în comunitatea Catalonia în provincia Girona, capitala comarcei Plà de l'Estany. În 2006 avea o populație de 17.309 locuitori. Cuprinde 11,1 km² și e situat la altitudinea de 172 m.